# NGC 4689
NGC 4689 (również PGC 43186 lub UGC 7965) – galaktyka spiralna (Sbc), znajdująca się w gwiazdozbiorze Warkocza Bereniki. Odkrył ją William Herschel 12 kwietnia 1784 roku. Należy do Gromady w Pannie.